# Iranolacerta
Iranolacerta — рід ящірок з родини Справжні ящірки. раніше представників цього роду відносили до роду Ящірок. Має 2 види. Інша назва «перські ящірки».

## Опис
Загальна довжина сягає до 18—21 см. Колір шкіри буває сірого, світло—коричневого, оливкового кольору. З боків тягнуться по 1 поздовжньому рядку вузьких, коротких, неправильної форми плям, які зазвичай з'єднуються один з одним й окреслюють зверху поздовжній ряд білуватих округлих цяток. Боки шиї й тулуба мають світлі та чорні неправильні, розтягнуті плями або цятки. У період парування голова зазвичай зелена. Черево жовтуватого кольору, але зовнішні черевні щитки зеленуватого забарвлення. Нижня поверхня стегон, анальна область і низ хвоста помаранчеві. Спереду підочного щитка є 3—4 верхньогубних щитка. Міжщелепний щиток не торкається ніздрів. Поміж очима зазвичай 8—12 зернят. Хвіст досить довгий й тонкий. Луска гладенька, без реберців.

## Спосіб життя
Мешкає у напівпустелях та передгір'ях, узбережжя солоних озер. У горах зустрічається до 300 м над рівнем моря. Часто ховається у норах гризунів, серед каміння, чагарників. Харчується комахами та дрібними безхребетними.
Це яйцекладні ящірки. Самиця зазвичай відкладає до 4 яєць.

## Розповсюдження
Північний Іран та Азербайджан.

## Види
- Iranolacerta brandtii
- Iranolacerta zagrosica